# Фенформін
Фенформі́н є фармацевтичною речовиною, яка широко використовується в медицині для лікування різних захворювань. Він належить до класу бігуанідів і використовується головним чином для контролю рівня цукру в крові у хворих на діабет.

## Властивості речовини

### Природа фенформіну
Фенформін, хімічна формула якого C10H15N5, є кристалічною речовиною, яка легко розчиняється в воді. Він належить до класу бігуанідів, які є похідними гуанідину. Фенформін виробляється шляхом синтезу з вихідних речовин через хімічні реакції.

### Механізм дії фенформіну
Фенформін діє на різних рівнях, щоб контролювати рівень цукру в крові. Він сприяє зниженню глюкози в крові шляхом зменшення глюконеогенезу в печінці та збільшення утилізації глюкози в м'язах. Фенформін також підвищує чутливість тканин до інсуліну, що допомагає покращити контроль рівня цукру в крові.

### Спосіб отримання фенформіну
Фенформін можна отримати шляхом хімічного синтезу з вихідних речовин, таких як формальдегід та гуанідин. Одним із широко використовуваних методів отримання фенформіну є реакція між гуанідином і формальдегідом у кислому середовищі. Отриманий продукт потім проходить подальшу очистку та кристалізацію.

### Висновок
Отже, фенформін є важливою фармацевтичною речовиною, яка використовується для лікування цукрового діабету та інших захворювань. Він має складну природу, включаючи хімічну формулу C10H15N5, та діє шляхом контролю рівня цукру в крові за допомогою зменшення глюконеогенезу та підвищення чутливості до інсуліну. Фенформін отримують шляхом хімічного синтезу з вихідних речовин, таких як формальдегід та гуанідин. Додаткові дослідження та клінічні випробування допоможуть розкрити більше можливостей використання фенформіну у медицині.